# Castell de Pampa
El castell de Pampa és un castell del nucli de Pampa, al municipi de Castellar de la Ribera (Solsonès), declarat bé cultural d'interès nacional.

## Situació
L'antic nucli de Pampa es troba a l'extrem nord del terme municipal, als vessants meridionals de la serra d'Oliana, elevada sobre le marge dret de la rasa de Solanes. A llevant del castell s'aixeca la nova església de Santa Margarida.

## Descripció

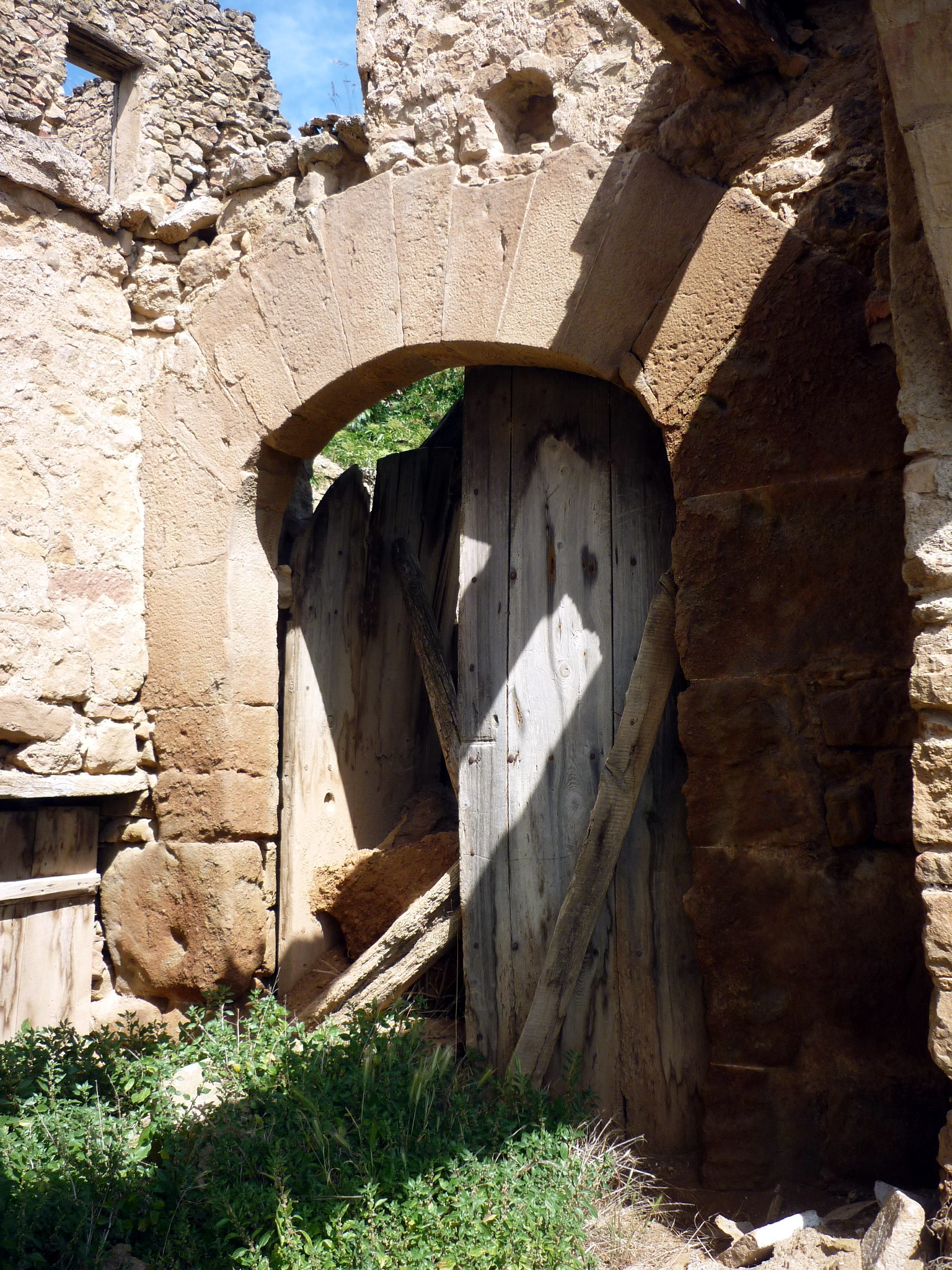
Portal

Ruïnes prop les restes de la primitiva parròquia. Les restes del castell es confonen entre les de la primitiva església de Santa Margarida i les de la casa senyorial, també abandonada.

## Història
Castell termenat documentat el 1097. Era senyor del castell el comte d'Urgell, i el 1227 el comte Ponç de Cabrera va cedir a Bernat de Peramola el castell Pampanell amb una sèrie de masos (Vilaginés, Llor, el Soler, Cors, Sasena) i altres cases, amb llurs habitants i drets senyorials.
L'any 839 l'acta de consagració de la Seu d'Urgell esmenta el lloc "Pampamo".

## Per anar-hi
- Pista a castell de Pampa